# Somogyi
A Somogyi régi magyar családnév, amely a származási helyre utalhat: Somogy vármegye, Somogy (Baranya vármegye, Pécs városrésze), Somogyom (Románia, korábban Kis-Küküllő vármegye, a 14. és 16. század közötti neve Somogy volt). 2020-ban az 51. leggyakoribb családnév volt Magyarországon. 15 759 személy viselte ezt a vezetéknevet.

## Híres Somogyi nevű személyek
- Somogyi Béla (1868–1920) tanító, újságíró, a Népszava szerkesztője
- Somogyi Erzsi (1906–1973) színésznő
- Somogyi Eszter (1958) opera-énekesnő (szoprán)
- Somogyi Ferenc (1906–1995) jogász, irodalom- és jogtörténész, országgyűlési képviselő
- Somogyi Ferenc (1945–2021) politikus, diplomata, külügyminiszter
- Somogyi Imre (1894–1951) baptista lelkész, író, költő
- Somogyi Imre (1902–1947) író, szobrász, népnevelő
- Somogyi Imre (1906–1986) vezérőrnagy
- Somogyi István (1897–1971) festőművész
- Somogyi István (1907–1965) református lelkész
- Somogyi István (1930–1998) festő, grafikus, a Somadrin klimaoldat feltalálója
- Somogyi József (1860–1908) jogász, lapszerkesztő, helytörténész
- Somogyi József (1898–1948) filozófus és pedagógus
- Somogyi József (1916–1993) Kossuth-díjas szobrászművész
- Somogyi József (1946) válogatott labdarúgó, csatár, edző
- Somogyi József (1968) válogatott labdarúgó, középpályás
- Somogyi Károly (1811–1888) esztergomi kanonok, könyvtáralapító, az MTA tagja
- Somogyi László (1912–1993) plébános
- Somogyi Szilveszter (1926–2006) orvos, baleseti sebész, egyetemi adjunktus
- Somogyi Szilveszter (1872–1934) politikus, 1915-től haláláig Szeged polgármestere
- Hollósi Somogyi József (1899–1976) földrajzi szakíró és fordító